# Novempopulana

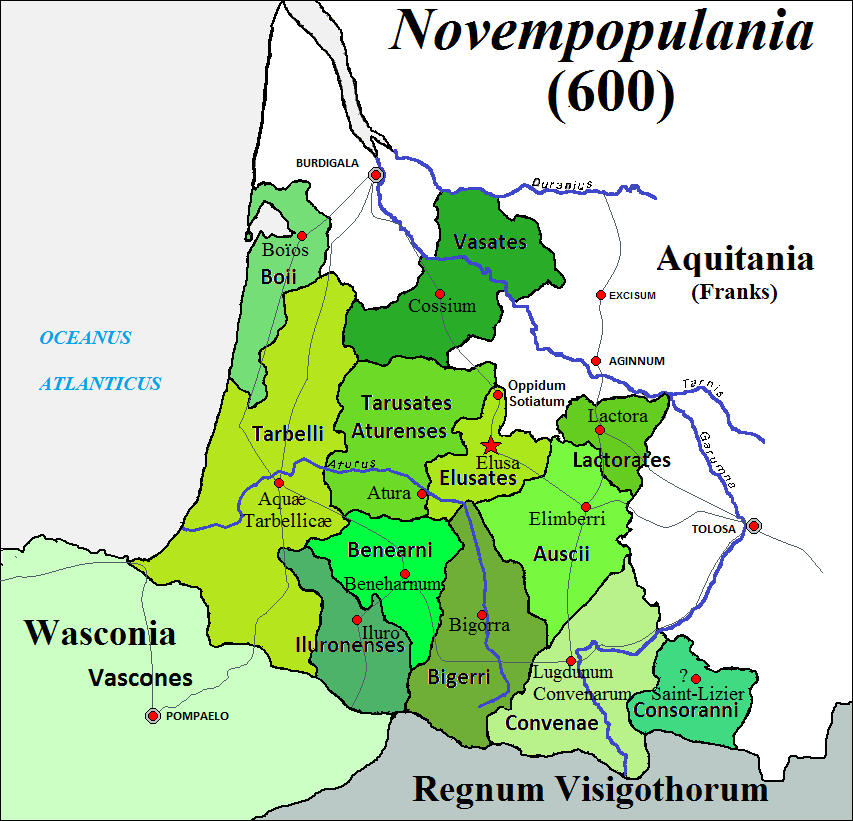
La Novempopulana nel 600 d.C.

La Novempopulana (in latino "paese dei nove popoli") fu una provincia romana in Gallia; fu creata da Diocleziano dalla frammentazione dell'Aquitania, e infatti era nota anche come Aquitania Tertia. 
La nuova provincia era affacciata sul golfo di Biscaglia ed era delimitata dal corso della Garonna e dalla catena dei Pirenei. Confinava a nord con l'Aquitania Secunda, ad est con la Narbonense, a sud con la Tarraconense, a ovest con l'Atlantico ed aveva per capitale Elusa (Eauze).
Insieme ad essa erano state create dalla precedente provincia di Aquitania le nuove province dioclezianee di Aquitania prima (comprendente l'area del Massiccio centrale ed il Berry) e di Aquitania secunda (affacciata sull'Atlantico, tra l'estuario della Gironda e la Loira, comprendeva l'attuale regione del Poitou-Charentes).
L'area della provincia Novempopulana era stata in origine la prima regione a ricevere il nome di "Aquitania", in quanto era l'area di stanziamento originale degli Aquitani. Con la creazione di una provincia più ampia con quel nome sotto Augusto, il toponimo di "Aquitania" iniziò ad essere riferito ad un territorio più ampio e più vario.
Nel Medioevo fu il cuore del ducato di Vasconia, che poi prese il nome di ducato di Guascogna e nel corso del tempo fu a volte suddiviso tra ducato e contea di Guascogna.